# Киши Тобе
Киши Тобе (каз. Кіші Төбе, до 2005 г. — Новая Жизнь) — село в Каратальском районе Жетысуской области Казахстана. Входит в состав Бастобинского аульного округа. Код КАТО — 195047400.

## Население
В 1999 году население села составляло 446 человек (228 мужчин и 218 женщин). По данным переписи 2009 года, в селе проживали 322 человека (156 мужчин и 166 женщин).